# Municipio de Anderson Creek
El municipio de Anderson Creek (en inglés: Anderson Creek Township) es un municipio ubicado en el  condado de Harnett en el estado estadounidense de Carolina del Norte. En el año 2000 tenía una población de 11.216 habitantes.

## Geografía
El municipio de Anderson Creek se encuentra ubicado en las coordenadas 35°16′17.68″N 78°57′9.63″O / 35.2715778, -78.9526750.